# Ротмістр

Погон ротмістра. Польща, 1939 рік

Ротмі́стр (нім. Rittmeister — майстер їзди) — військове звання старшого офіцера у кінноті.

## Використання в різних арміях

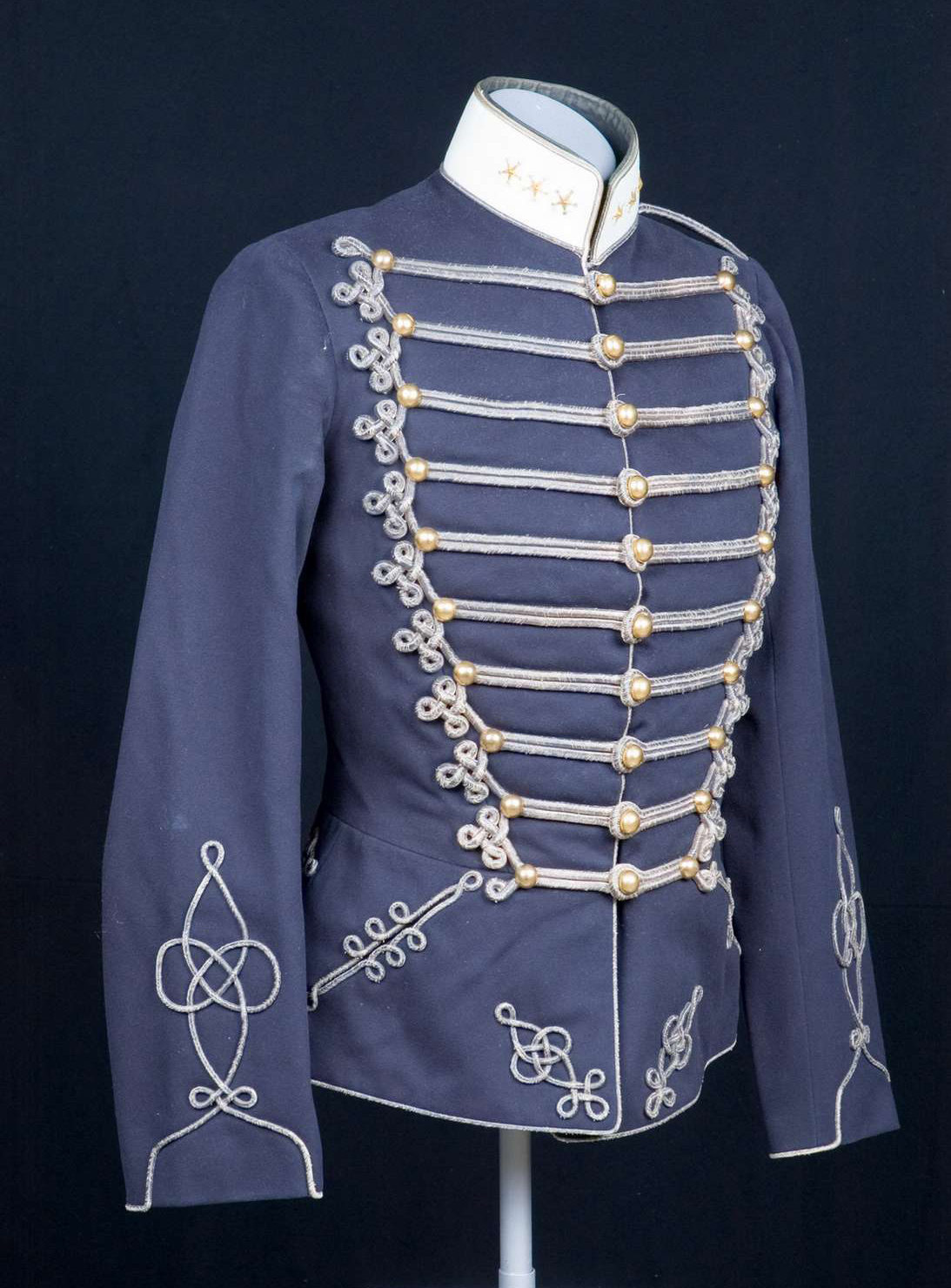
Доломан ротмістра із знаками розрізнення. Швеція, 1895 рік

- Звання «ротмістр» існувало вже в Великому князівстві Литовському. Це ранг між поручником та підполковником (полковником) у XVI–XVIII ст.. У полках іноземного строю того часу називався майором. Це також повітова шляхецька посада у Великому князівстві Литовському, тобто військовий командир шляхти з декількох християнських парафій повіту, керівник відповідної корогви, котрий призначався на посаду повітовим хорунжим[1].
- Звання ротмістр з'явилося й у німецькій та австрійській арміях, а потім розповсюдилося в інших арміях Європи.
- Старший оберофіцерський чин в кавалерії російської армії в 1801–1884 роках IX класу, а потім VIII класу в Табелі про ранги, що відповідав чину капітана.
- Офіцерське звання в Війську Польському до 1947 року.
- Це звання також існує у деяких арміях світу. Так, у Норвегії звання ротмістра (норв. Rittmeister) існує в танкових і механізованих підрозділах.
- У Швеції ротмістр (швед. Ryttmästare), в Голландії (нід. Ritmeester).
- У Данії звання ротмістр (дан. Ritmester) проіснувало до 1951 року.